# Taylor Wimpey
Taylor Wimpey ist eines der größten Bauunternehmen im Vereinigten Königreich mit Sitz in High Wycombe. Das Unternehmen entstand 2007 mit der Fusion von George Wimpey und Taylor Woodrow. Die Aktien des Unternehmens werden an der Börse in London gehandelt und sind Bestandteil des FTSE 100. Der Hauptstandort befindet sich in Watford.
Das Unternehmen Taylor Woodrow wurde 1921 gegründet. Bereits seit 1936 ist Taylor Woodrow auch in Kanada tätig, wo es das Unternehmen Monarch Mortgage and Investments Limited besitzt. Vor der Fusion im Juli 2007 war der Unternehmenssitz von Taylor Woodrow in Solihull.
Am 3. Juli 2007 fusionierte Taylor Woodrow  mit dem britischen Bauunternehmen George Wimpey (Unternehmenssitz in London). Der neue Unternehmensname (Firma) lautet Taylor Wimpey plc.